# Augusto Fuschini

Augusto Fuschini.

Augusto Maria Fuschini (Lisboa, 1843 — Lisboa, 8 de Março de 1911), mais conhecido como Augusto Fuschini, foi um engenheiro civil, vogal do Conselho dos Monumentos Nacionais, ministro de estado honorário e conselheiro de estado efectivo, político e deputado em várias legislaturas. Militando no Partido Regenerador, professava ideias socialistas, defendendo a causa do operariado com grande simpatia e fazendo propaganda para a criação de cooperativas. Foi ministro da Fazenda em 1893, no governo de Ernesto Rudolfo Hintze Ribeiro e, em 1899, eleito deputado pelo círculo de Santiago do Cacém, localidade a que muito ficou ligado.

## Biografia
Nasceu em Lisboa, tendo sido baptizado na freguesia da Encarnação, filho de António Eduardo Maria Fuschini, professor de música e compositor (filho de Arcângelo Fuschini, pintor da Real Câmara, duma família italiana oriunda de Faenza, e de sua mulher Anacleta da Costa e Almeida), e de sua segunda mulher, Maria Isabel Joyce, de ascendência irlandesa. Seu pai casara em primeiras núpcias, na cidade de Ponta Delgada, no ano de 1840, com Maria Ângela Coleta de Meneses e Vasconcelos, natural daquela cidade, mas que falecera no ano imediato.
Matriculou-se no curso de Matemática da Faculdade de Ciências e no curso de Filosofia da Faculdade de Letras da Universidade de Coimbra, tendo sido um dos estudantes mais laureados do seu tempo. Formou-se seguidamente em engenharia civil e engenharia de minas, concluindo o curso com distinção.
Terminado o curso iniciou uma carreira na área da engenharia, à qual aliou um grande interesse pelos monumentos, pela arquitectura e pela história da arte. Iniciou a sua vida profissional nas funções de engenheiro distrital, mas depois ingressou nos quadros da Companhia Real dos Caminhos de Ferro Portugueses, na qual ascendeu ao cargo de chefe de serviço, podendo-se encontrar colaboração da sua autoria nas revistas Gazeta dos Caminhos de Ferro de Portugal e Hespanha (1888-1898) e na continuação desta, a  Gazeta dos Caminhos de Ferro (1899-1971). Ao mesmo tempo, dedicou-se ao estudo da arquitectura religiosa medieval, tendo projectado e dirigido as obras de restauros de diversos monumento.
Entrou na política activa aquando das eleições gerais de 1881, quando foi eleito deputado da Nação às Cortes pelo círculo eleitoral de Belém, vencendo uma renhida disputa eleitoral.
Filiou-se então no Partido Regenerador, mas após a morte de António Maria Fontes Pereira de Melo, acompanhou a dissidência de Barjona de Freitas, ingressando no grupo político então criado, a Esquerda Dinástica. Aquele agrupamento foi efémero e com a sua extinção, Augusto Fuschini declarou-se independente, passando a colaborar com a Liga Liberal.
Apesar de se professar monárquico, nas suas intervenções parlamentares defendeu o ideário socialista e desenvolveu um conjunto de iniciativas voltadas para a defesa do proletariado, em especial o movimento cooperativista ligado às cooperativas de consumo, algumas das quais chegaram a ostentar o seu nome.
Quando em 1893 coube a Ernesto Rodolfo Hintze Ribeiro formar governo, Augusto Fuschini foi convidado a integrar o elenco ministerial, com a pasta de Ministro da Fazenda. Dadas as opiniões avançadas do ministro, especialmente sobre questões sociais e económicas, a sua entrada para o governo causou geral surpresa e muita expectativa. Contudo, a sua passagem pelo poder foi rápida, saindo do ministério em ruptura com Hintze Ribeiro e com o Partido Regenerador que apoiava o governo e de que fora anteriormente militante. Sobre a sua passagem pelo governo escreveu um livro, publicado em 1896.
Apesar das fortes dissidências políticas em que se envolveu, manteve o seu assento parlamentar, tomando parte nas discussões mais relevantes, especialmente as que versaram questões económicas e financeiras, matérias que estudou com profundidade e sobre as quais escreveu múltiplos artigos e discursos. Na sequência de conferências públicas realizadas na cidade do Porto e que causaram grande celeuma na imprensa e no parlamento, envolveu-se numa dura disputa parlamentar com João Marcelino Arroio sobre as questões da dívida externa portuguesa e do relacionamento do governo português com os credores externos.
Após esse incidente, retirou-se da vida parlamentar e dedicou-se à história da arte e à arquitectura religiosa antiga, com destaque para a condução dos trabalhos de reconstrução da Sé de Lisboa.
Para além de múltiplos artigos dispersos na imprensa, com destaque para as revistas Jornal do domingo (1881-1888) e Illustração portugueza (1903-1923), e de conferências e discursos, publicou obras sobre economia política e sobre arquitectura religiosa medieval. Foi, ainda, Conselheiro de Sua Majestade Fidelíssima.
Casou com sua prima Maria Rita Joyce, natural de Leiria, Leiria, filha de José Joyce e de sua mulher Maria Justina Fernandes Coelho, irmã do Conselheiro António Fernandes Coelho, Ministro do Reino, com descendência.

## Obras
- A architectura religiosa na Edade Média. (eBook) Lisboa : Imprensa Nacional, 1904
- Liquidações Políticas, Vermelhos e Azuis. Fragmentos de Memórias. Lisboa : Companhia Typographica, 1896.
- O Presente e o Futuro de Portugal. Lisboa : Companhia Typographica, 1899 (e-book).